# Rezonville
Rezonville est une ancienne commune française, située dans le département de la Moselle en région Grand Est. Depuis le 1er janvier 2019, c'est une  commune déléguée au sein de la commune nouvelle de Rezonville-Vionville.

## Géographie

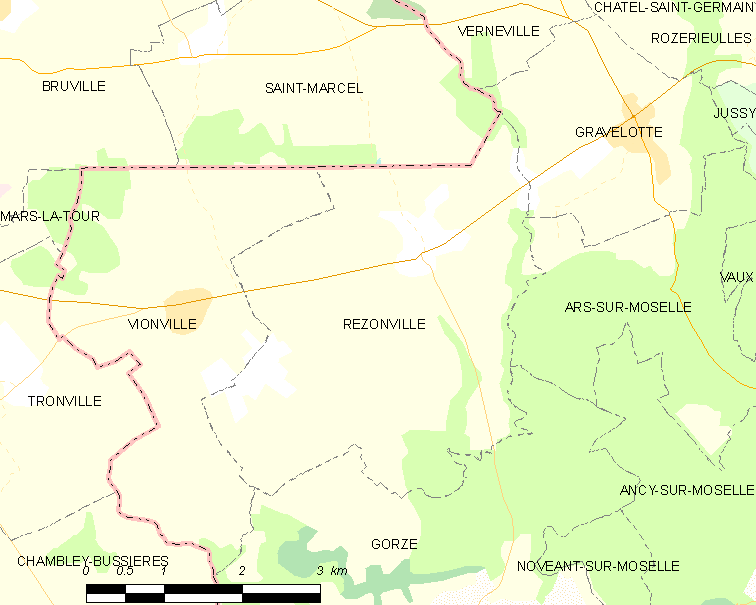
Carte de la commune.

La commune fait partie du parc naturel régional de Lorraine.

## Toponymie
- Resonvilla (1212) ; Resonville (1233) ; Rexonville (1336) ; Rizonville (1423) ; Regnonville (1606) ; Renonville (1610) ; Resonville (1617) ; Rehonville (1636) ; Rosonville/Rezonvelle (1756) ; Rizonville (1801) ; Resenweiler (1940–1944).

## Histoire
Le village est la possession de l'abbaye messine de Saint-Arnould dès le VIIe siècle, puis de l'abbaye de Gorze au Xe siècle, époque où il est appelé Resionisvilla, et jusqu'à la Révolution française.
En 1817, Rezonville, village de l'ancienne province des Trois-Évêchés, avait pour annexe le hameau de Flavigny. À cette époque, il y avait 530 habitants répartis dans 80 maisons.
Le 16 août 1870 à Rezonville, les troupes prussiennes débordant par le sud l'armée française (armée du Rhin), l'obligèrent à une bataille dont le résultat fut l'ordre de repli sur Metz, donné par le commandant français, le maréchal François Achille Bazaine. Une seconde bataille, le 18, sur la ligne Gravelotte-Saint-Privat, aboutit à l'enfermement dans Metz de l'armée française.
De 1871 à 1919, Rezonville faisait partie de l'Alsace-Lorraine au sein de l'Empire allemand.
Le 1er janvier 2019, elle fusionne avec sa voisine Vionville pour former la commune nouvelle de Rezonville-Vionville, dont elle devient commune déléguée.

## Politique et administration

### Liste des maires successifs
| Période                                  | Période       | Identité       | Étiquette | Qualité |
| ---------------------------------------- | ------------- | -------------- | --------- | ------- |
| avant 1995                               | ?             | Gérard Stèbe   | DVD       |         |
| juin 1995                                | décembre 2018 | Marielle Payen |           |         |
| Les données manquantes sont à compléter. |               |                |           |         |

### Liste des maires délégués
| Période      | Période  | Identité       | Étiquette | Qualité |
| ------------ | -------- | -------------- | --------- | ------- |
| janvier 2019 | mai 2020 | Marielle Payen |           |         |
|              | En cours |                |           |         |

## Démographie
L'évolution du nombre d'habitants est connue à travers les recensements de la population effectués dans la commune depuis 1793. Pour les communes de moins de 10 000 habitants, une enquête de recensement portant sur toute la population est réalisée tous les cinq ans, les populations de référence des années intermédiaires étant quant à elles estimées par interpolation ou extrapolation. Pour la commune, le premier recensement exhaustif entrant dans le cadre du nouveau dispositif a été réalisé en 2004.

En 2016, la commune comptait 323 habitants, en évolution de −3 % par rapport à 2010 (Moselle : +0,52 %, France hors Mayotte : +2,11 %).
| 1793 | 1800 | 1806 | 1821 | 1836 | 1841 | 1861 | 1866 | 1871 |
| ---- | ---- | ---- | ---- | ---- | ---- | ---- | ---- | ---- |
| 475  | 426  | 512  | 526  | 591  | 542  | 578  | 587  | 454  |

| 1875 | 1880 | 1885 | 1890 | 1895 | 1900 | 1905 | 1910 | 1921 |
| ---- | ---- | ---- | ---- | ---- | ---- | ---- | ---- | ---- |
| 460  | 478  | 480  | 449  | 387  | 388  | 382  | 380  | 355  |

| 1926 | 1931 | 1936 | 1946 | 1954 | 1962 | 1968 | 1975 | 1982 |
| ---- | ---- | ---- | ---- | ---- | ---- | ---- | ---- | ---- |
| 348  | 306  | 286  | 235  | 269  | 226  | 230  | 227  | 235  |

| 1990 | 1999 | 2004 | 2006 | 2009 | 2014 | 2016 | - | - |
| ---- | ---- | ---- | ---- | ---- | ---- | ---- | - | - |
| 287  | 329  | 360  | 354  | 338  | 329  | 323  | - | - |

## Culture locale et patrimoine

### Lieux et monuments
- Vestiges gallo-romains* : ancien camp, monnaies.
- Monuments commémoratifs de la guerre de 1870.

Monuments commémoratifs
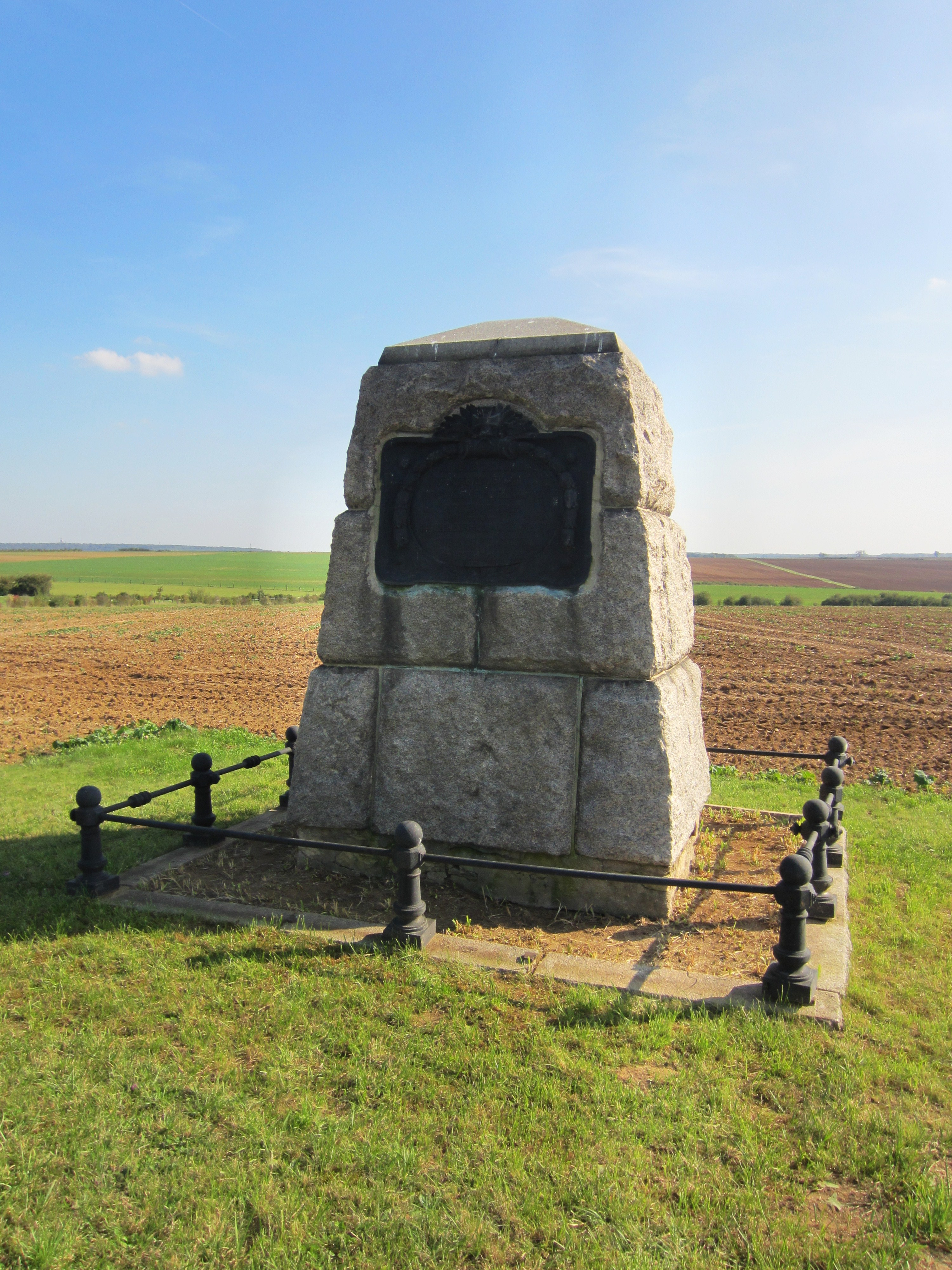
Monument commémoratif allemand de la guerre de 1870.
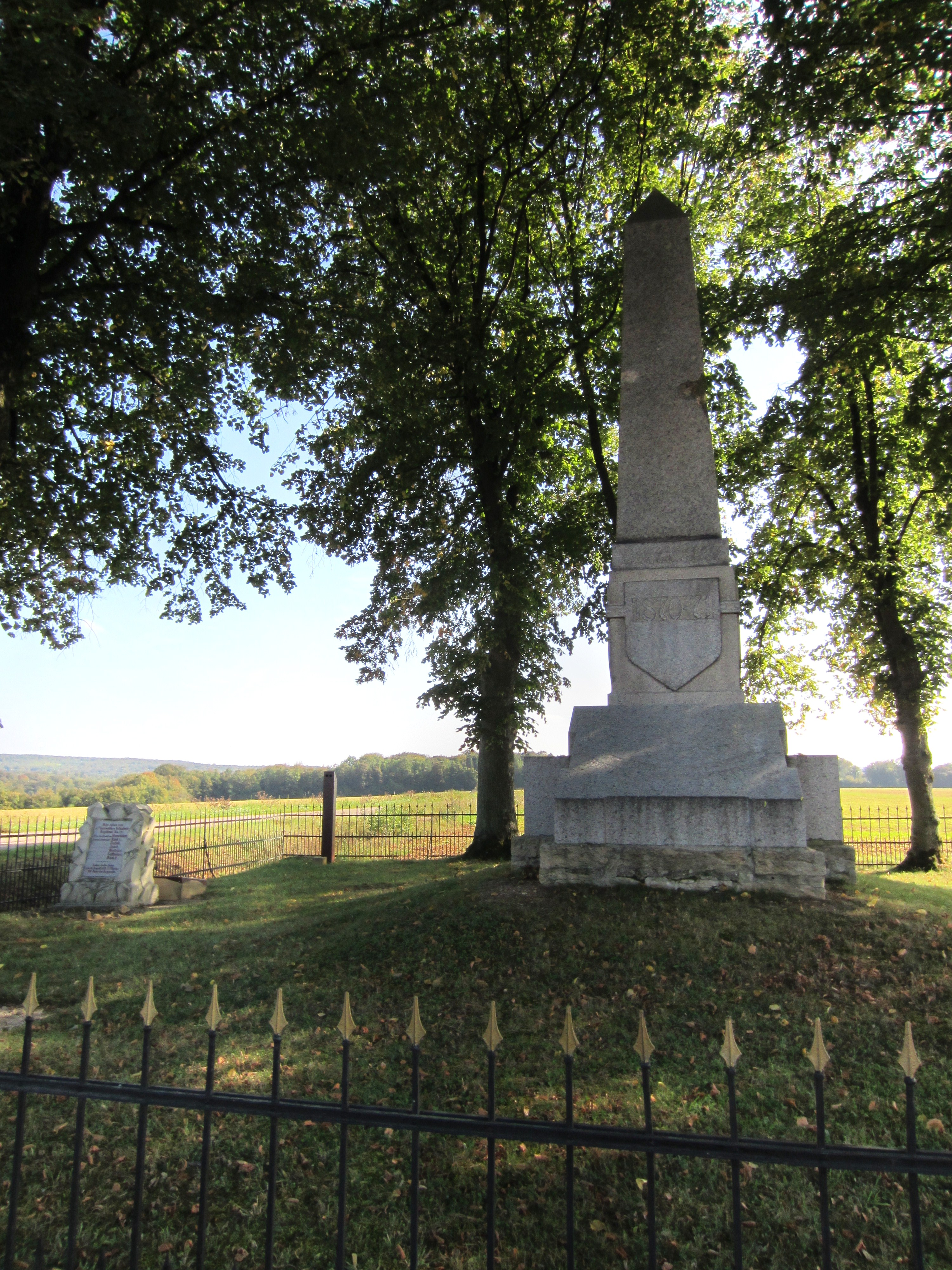
Monument commémoratif allemand de la guerre de 1870.
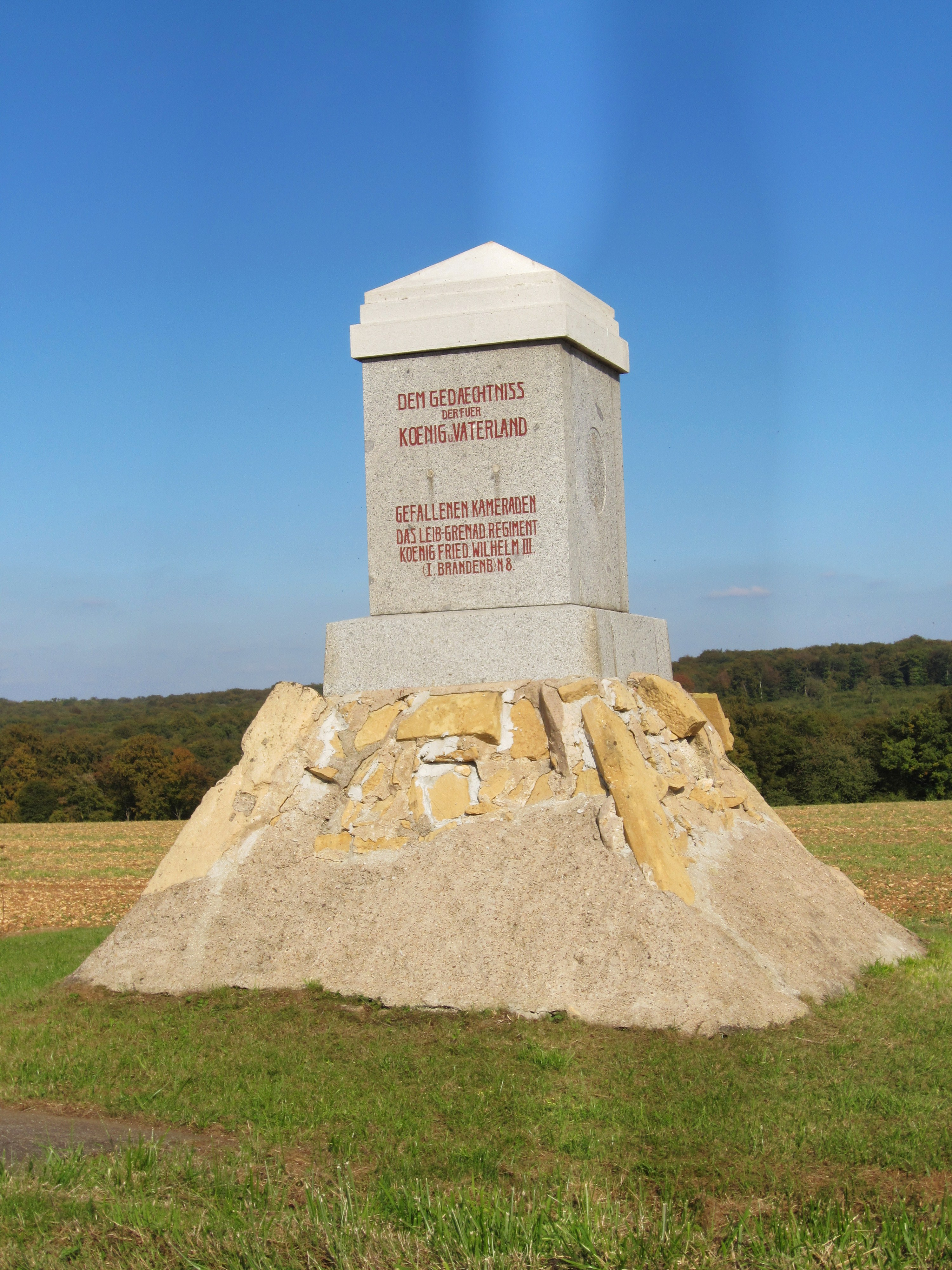
Monument commémoratif allemand de la guerre de 1870.

#### Édifice religieux
Église Saint-Auteur : remaniée au XIXe siècle ; l'ancien chœur roman du XIIe siècle est devenu la sacristie ; fonts baptismaux (1614), statue de la Vierge de Tantelainville (pèlerinage). Elle possède aussi une vieille bâtisse sur la place Saint-Fernand datant du XIXe siècle.

### Héraldique
| Blason de Rezonville | Blason  | D'azur au Saint-Gorgon à cheval armé de pied en cap d'or; au chef cousu de gueules chargé de trois molettes d'or |
| Blason de Rezonville | Détails | Le statut officiel du blason reste à déterminer.                                                                 |